# Лализоль
Лализо́ль (фр. Lalizolle) — коммуна во Франции, находится в регионе Овернь. Департамент коммуны — Алье. Входит в состав кантона Эбрёй. Округ коммуны — Монлюсон.
Код INSEE коммуны — 03135.

## Население
Население коммуны на 2008 год составляло 375 человек.
| 1962 | 1968 | 1975 | 1982 | 1990 | 1999 | 2008 |
| ---- | ---- | ---- | ---- | ---- | ---- | ---- |
| 394  | 525  | 473  | 375  | 347  | 308  | 375  |

## Экономика
В 2007 году среди 222 человек в трудоспособном возрасте (15—64 лет) 156 были экономически активными, 66 — неактивными (показатель активности — 70,3 %, в 1999 году было 64,0 %). Из 156 активных работали 139 человек (79 мужчин и 60 женщин), безработных было 17 (6 мужчин и 11 женщин). Среди 66 неактивных 14 человек были учениками или студентами, 30 — пенсионерами, 22 были неактивными по другим причинам.

## Достопримечательности
- Церковь Сент-Мари XII века